# Loodswezen (Antwerpen)
Het Loodswezen is een geklasseerd gebouw gelegen aan de Tavernierkaai nr. 3 te Antwerpen op het zogenoemde Eilandje, vlak aan het Museum aan de Stroom, dat sinds 2018 aangewend wordt voor tijdelijke tentoonstellingen.

## Toelichting
Het bouwwerk ligt aan de rechteroever van de Schelde bovenstrooms van de toevaart naar de Bonapartesluis. Het symmetrisch vormgegeven gebouw op een quasi vierkant grondplan, heeft een sterk beeldbepalende functie als bindmiddel tussen de oude stad en de haven.

Het Antwerpse Loodswezengebouw is een tussen 1892 en 1895 in eclectische stijl opgetrokken gebouw aan de Tavernierkaai, waar men de administratieve diensten van het Loodswezen in onderbracht. De architecten Hendrik Kennes en Ferdinand Truyman tekenden het ontwerp. Tot 2016 bood het gebouw onderdak aan de Zeevaartinspectie, het Loodswezen en de Vloot en Maritieme Schelde. Het jaar daarop kocht de Stad Antwerpen het gebouw voor 2,1 miljoen euro van het Vlaamse Gewest.

## Nieuwe functie voor het gebouw
Het gebouw heeft sinds 2018 een culturele invulling met tentoonstellingsruimtes op het gelijkvloers.

## Fotogalerij

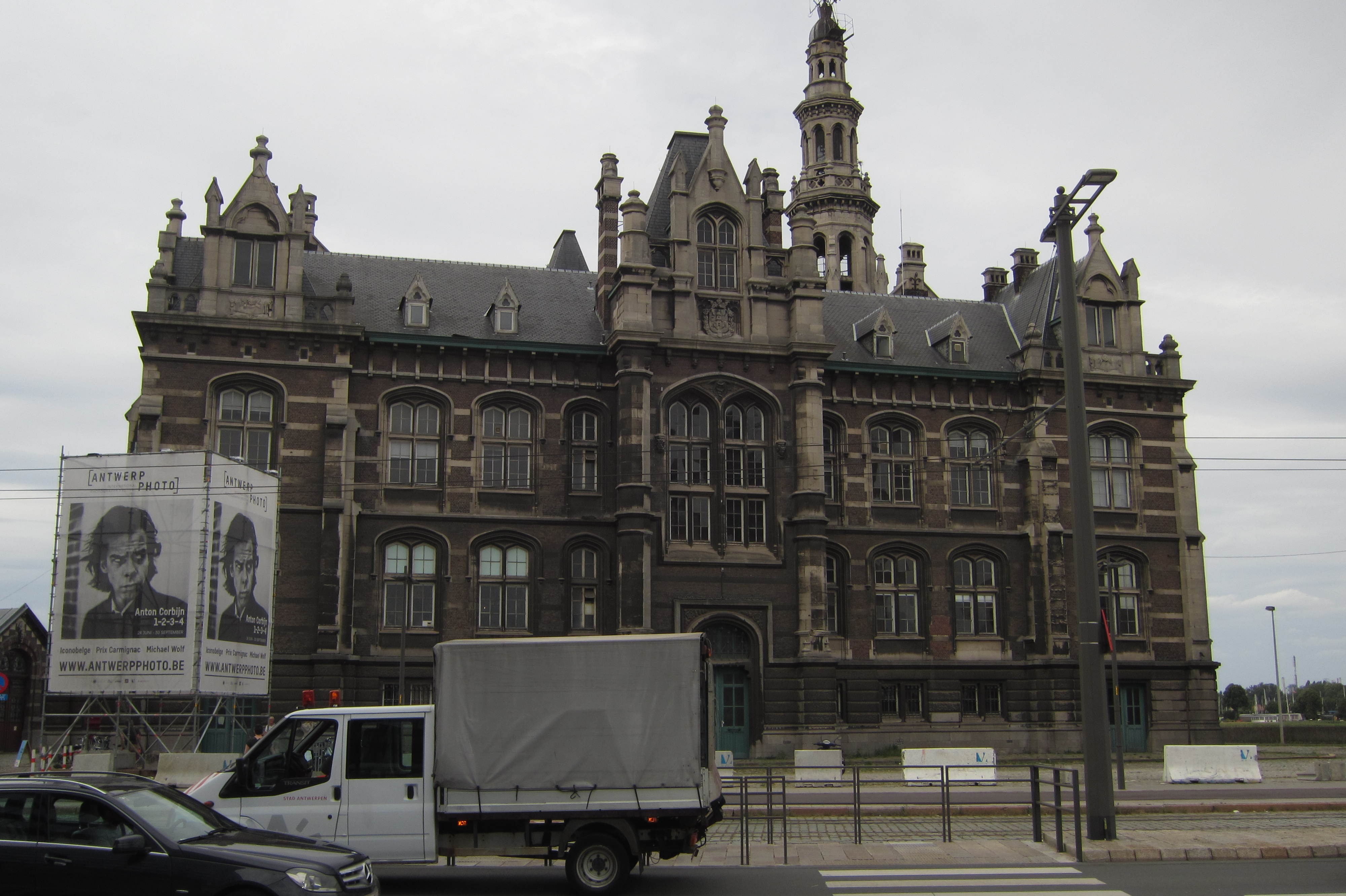
Algemeen zicht Loodswezengebouw, gezien vanaf Tavernierkaai
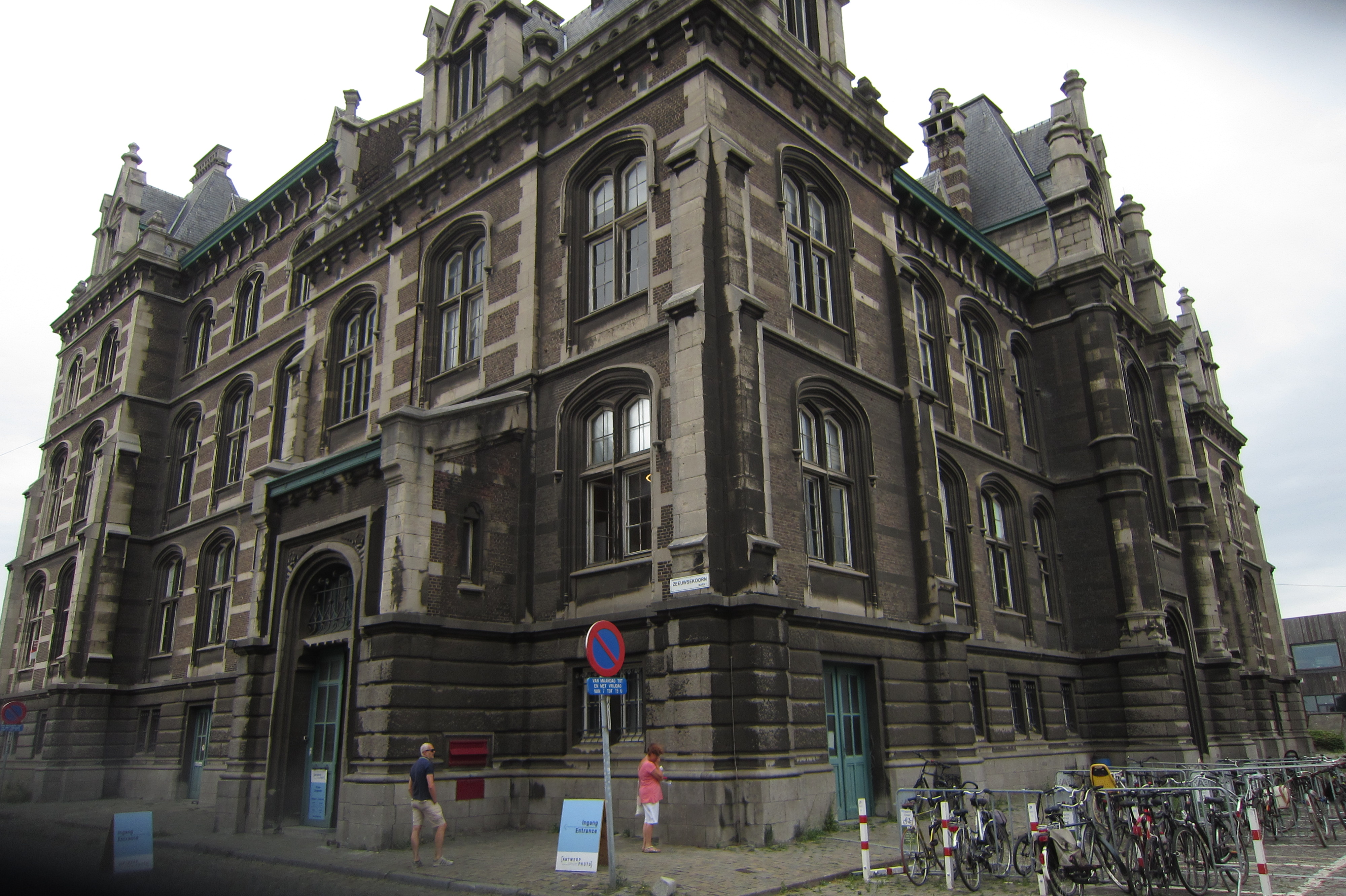
Linkerzijgevel en voorgevel Loodswezengebouw, gezien vanaf de Tavernierkaai
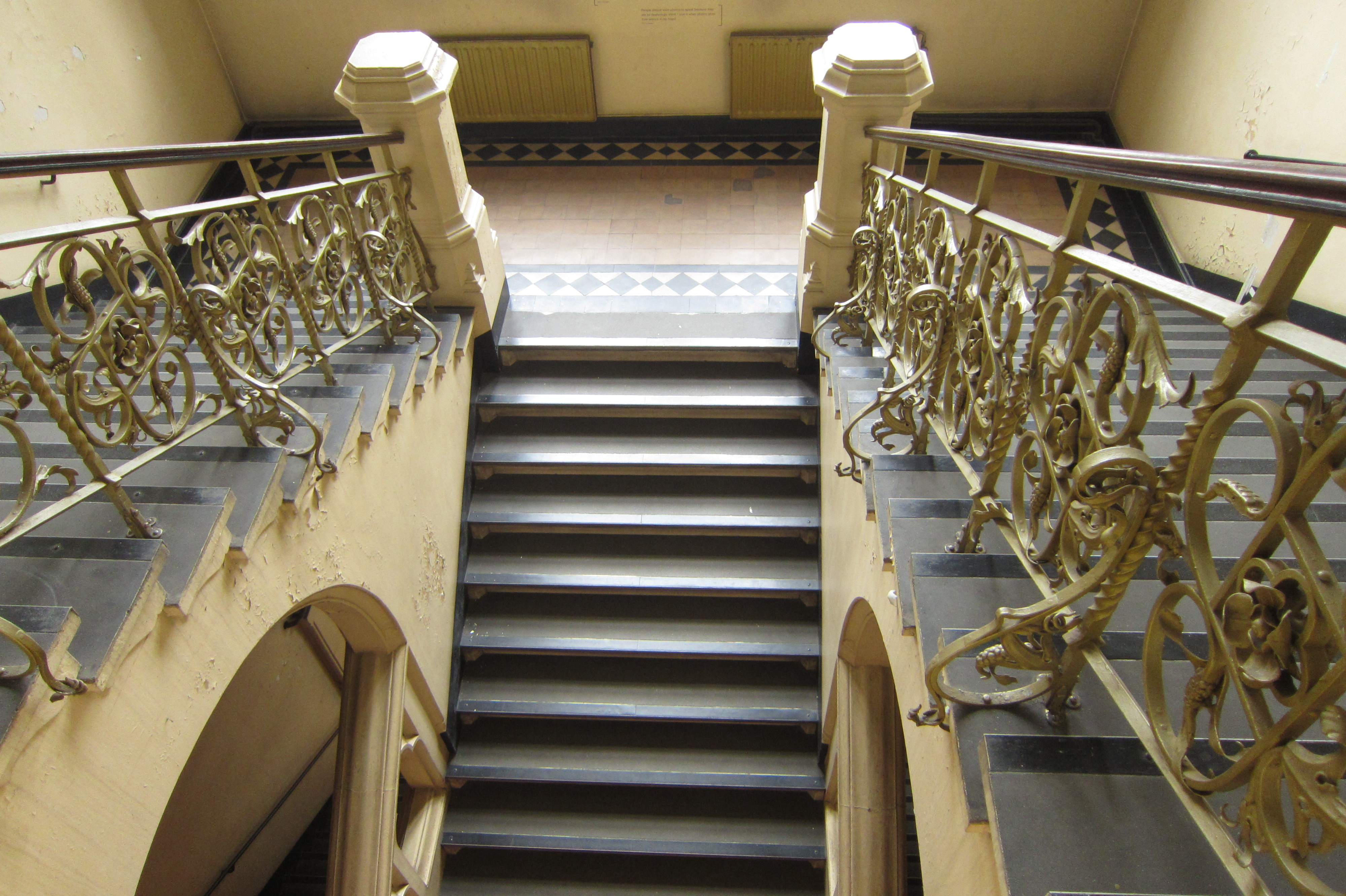
Traphal Loodswezengebouw
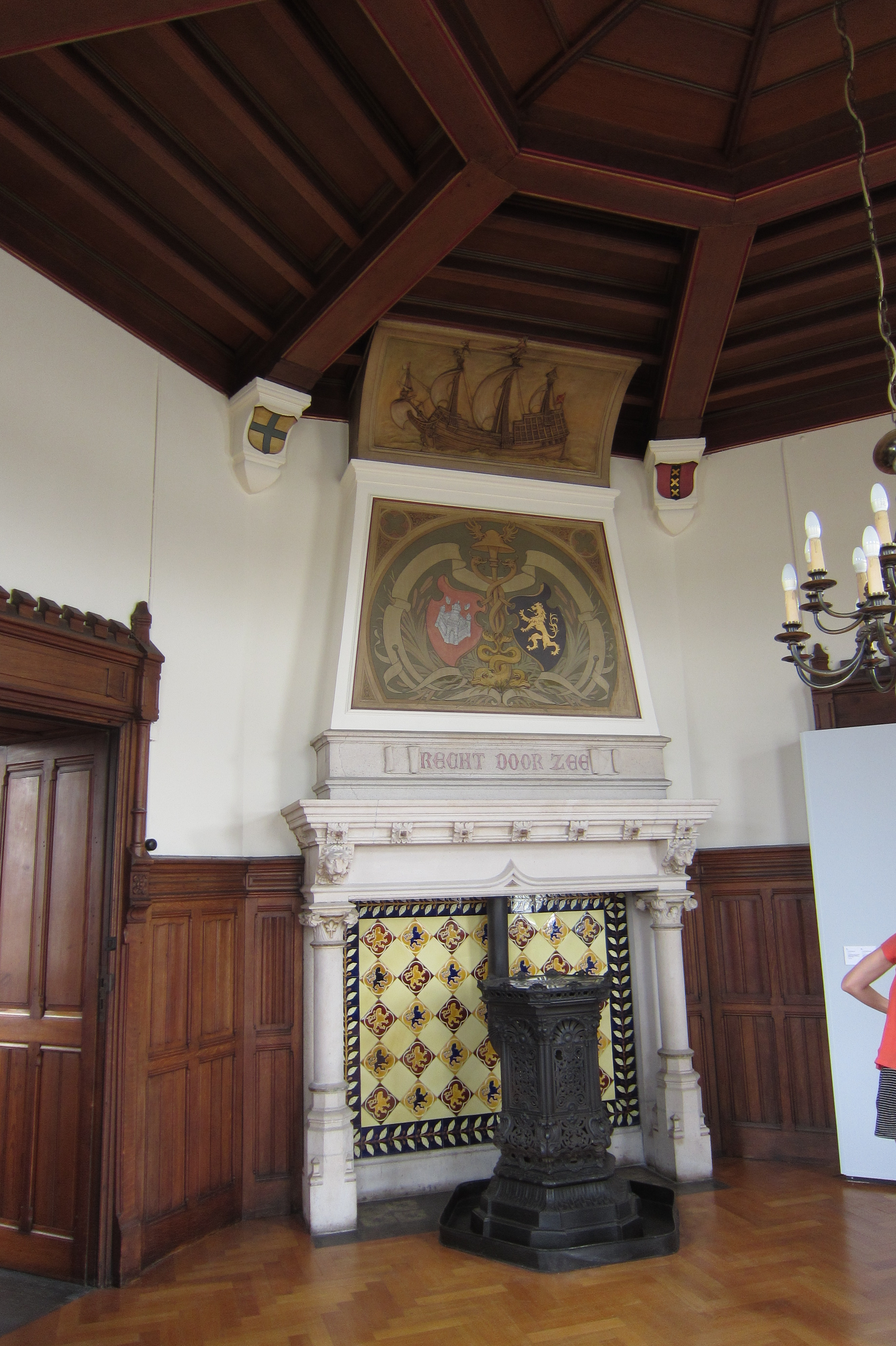
Interieur Loodswezengebouw, ruimte onder hoektoren rechtsachter
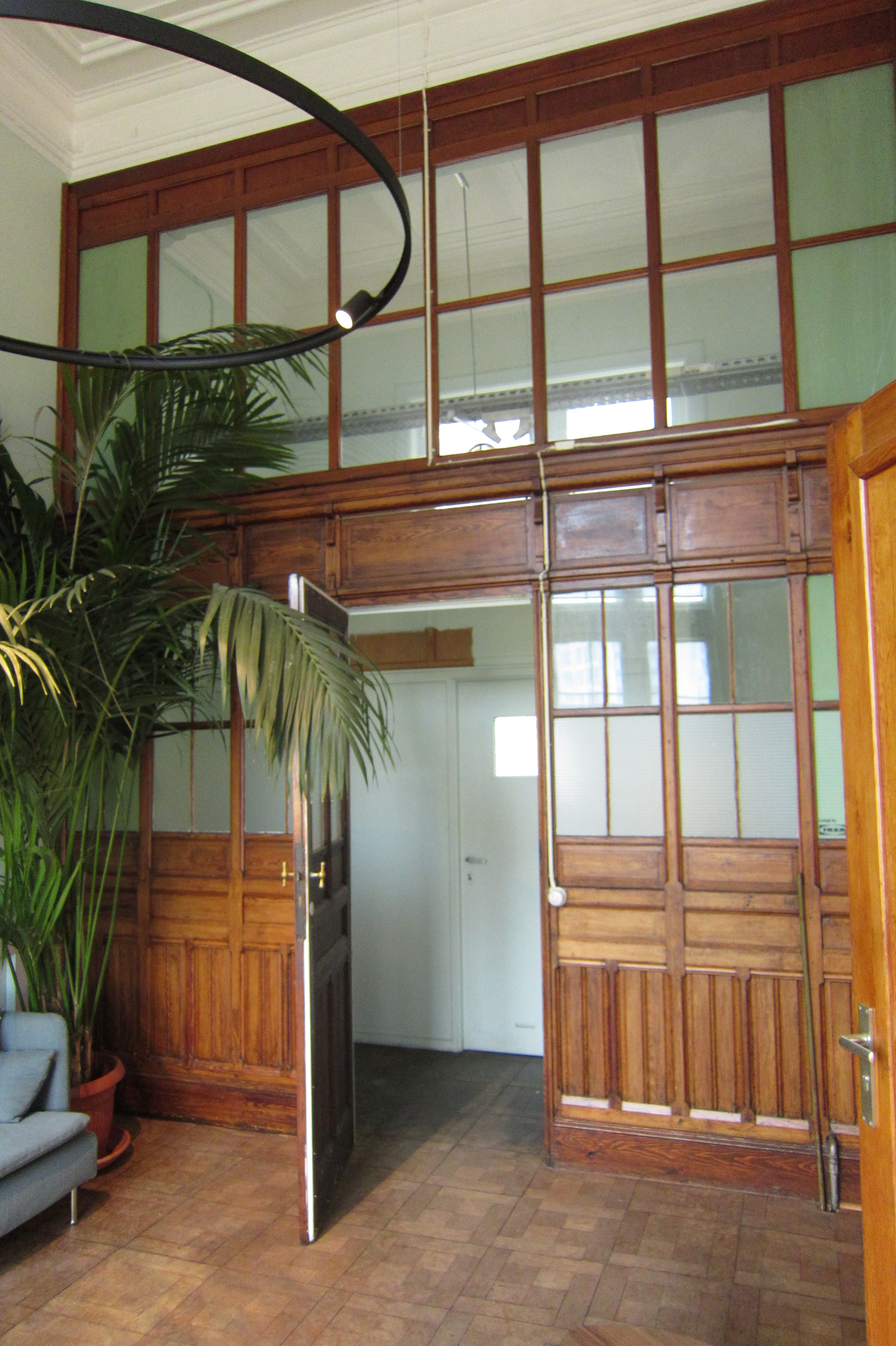
Interieur Loodswezengebouw
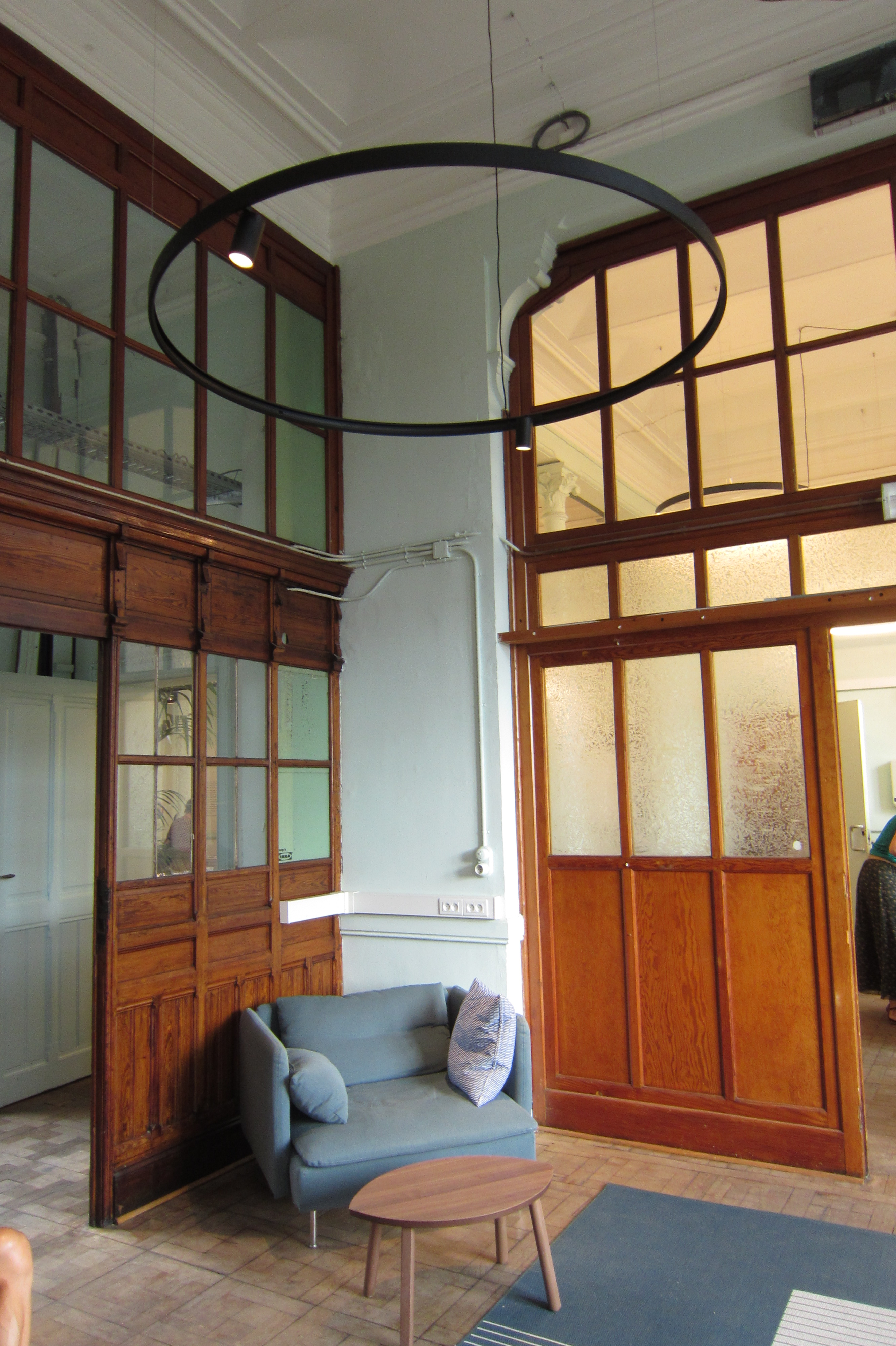
Interieur Loodswezengebouw